# Stavträsket (Skellefteå socken, Västerbotten)
Stavträsket är en sjö i Skellefteå kommun i Västerbotten och ingår i Skellefteälvens huvudavrinningsområde. Sjön har en area på 1,11 kvadratkilometer och ligger 191 meter över havet. Sjön avvattnas av vattendraget Kvarnbäcken. Vid provfiske har abborre, gers, gädda och mört fångats i sjön.

## Delavrinningsområde
Stavträsket ingår i det delavrinningsområde (720830-170798) som SMHI kallar för Utloppet av Stavträsket. Medelhöjden är 226 meter över havet och ytan är 28,63 kvadratkilometer. Det finns inga avrinningsområden uppströms utan avrinningsområdet är högsta punkten. Kvarnbäcken som avvattnar avrinningsområdet har biflödesordning 2, vilket innebär att vattnet flödar genom totalt 2 vattendrag innan det når havet efter 62 kilometer. Avrinningsområdet består mestadels av skog (86 procent). Avrinningsområdet har 1,47 kvadratkilometer vattenytor vilket ger det en sjöprocent på 5,1 procent.